# Pierre Beaumarchais
Pierre Augustin Caron de Beaumarchais [pjér ogistên karón də bomaršé], francoski komediograf, * 24. januar 1732, Pariz, † 18. maj 1799, Pariz.

## Življenje in delo
Rodil se je v družini pariškega urarja, živel nemirno, napol potepuško življenje, menjaval poklice, bil glasbeni učitelj, se zapletal v škandale, bil nekaj časa francoski tajni agent v Združenem kraljestvu Velike Britanije in Severne Irske ter habsburški monarhiji. V času francoske revolucije je bil nekaj časa zaprt, nato zbežal v tujino, nazadnje pa zopet živel v Parizu in tu leta 1799 umrl.
Avtor, ki je napisal 18 del, se je najprej poskusil v dramatiki s sentimentalno meščansko dramo, nato uspel s komedijama Seviljski brivec (Le barbier de Séville, 1775), ki je predloga Rossinijevi operi Seviljski brivec (1816) in Veseli dan ali Figarova svatba (La folle journée ou le mariage de Figaro, 1784), ki je predloga Mozartovi operi Figarova svatba (1784).  Po komediji Figarova svatba je Anton Tomaž Linhart priredil veseloigro Ta veseli dan ali Matiček se ženi, ki je v knjigi izšla leta 1790, vendar je v tistih časih niso mogli igrati.
Beaumarchaisevi deli združujeta v sebi dediščino Molièra, commedie dell'arte in rokokojske komedije, gradita zgodbo s spletkami, uporabljata zmešnjave, zamenjave in stalne tipe. S temi sestavinami se Figarovi svadbi druži nova satira. Novo v tej obsežni, v prozi napisani komedijije realistično prikazovanje francoske družbe tik pred revolucijo, njenega socialnega in moralnega razkroja, kot ga pooseblja v sebi zlasti visoko plemstvo. Njemu nasproti je Figaro, ki je predstavnik »tretjega stanu«, strmečega k enotnosti in svobodnemu razmahu svojih sposobnosti. Razsvetljenska kritika starega fevdalnega reda in obramba meščanskega stanu se v igri prepleta z živahno rokokojsko ljubezensko pesmijo. Z Beaumarchaisevimi deli je komedija 18. stoletja dosegla svoj vrh. Pomembni so tudi njegovi Spomini (Mémoires contre Goezman, 1774), sramotilni spis, s katerim je ožigosal tedanje družbene razmere. S svojimi idejami pa so njegove komedije že znanilec francoske revolucije leta 1790, konča pa se tudi doba razsvetljenstva, čeprav njegova načela vplivajo še globoko v 19. stoletje. Figarova svatba je v prevodu Igorja Lampreta v slovenščini izšla leta 1993. (COBISS)